# Vallisia oligoplites
Vallisia oligoplites är en plattmaskart. Vallisia oligoplites ingår i släktet Vallisia och familjen Discocotylidae. Inga underarter finns listade i Catalogue of Life.